# Andrássy út
47°30′38″N 19°04′17″Ø / 47.51056°N 19.07139°Ø
Andrássy út (Andrássy Aveny) er en velkendt boulevard i Budapest, Ungarn, som daterer sig tilbage til 1872. Gaden er en over 3 km lang lige linje, der forbinder Elisabettorvet nær centrum af Pest med Heltepladsen og Byparken.
Under gaden, i hele dens længde, ligger den første metrolinje på hele det europæiske fastland. Metrolinjen, der i dag er en af flere linjer i Budapests metrosystem, anvender fortsat de oprindelige stationer.
Andrássy út med dens mange flotte bygninger langs begge sider af gaden er, sammen med metrolinjen, blevet optaget på UNESCOs Verdensarvsliste.

## Historie
I 1870 blev det besluttet at anlægge den brede boulevard for at aflaste andre af byen gader trafikalt og sikre en nem adgangsvej ud til den nye bypark. Anlægsarbejderne påbegyndtes i 1872 og den 20. august 1876 blev gaden erklæret åbnet. Husene, der skød op langs den nye gade, var store pompøse borgerhuse og villaer, banker og andre liberale erhverv. Gaden fik sit navn i 1885, opkaldt efter en af dens idémænd, premierminister Gyula Andrássy.
Konstruktionen af Budapests metro blev besluttet i 1870, men banen var først færdig til brug i 1896. Den var en succes fra starten.
I løbet af Ungarns kommunistiske periode blev gaden omdøbt tre gange, så den har heddet "Stalingaden", "Den Ungarske Ungdoms Aveny" og "Folkets Republiks gade". Det oprindelige navn, Andrássy út, blev atter indført i 1990 efter jerntæppets fald.

## Gaden i litteraturen
Andrássy út har en fremtrædende plads i den skotske forfatter Alistair MacLeans roman fra 1959, The Last Frontier (på dansk: Den onde Grænse), hvor især det hemmelige politis hovedkvarter på adressen Andrássy út 60 bliver omtalt. På den adresse ligger i dag "Terrorens hus" (Terror Háza), der beskriver husets anvendelse under de to styreformer, der i mange år dominerede landet: Fascisme og Kommunisme.